# Recortes Cero
Recortes Cero es un partido político, inscrito en el Ministerio de Interior el 8 de junio de 2023,  que nació en 2014 apoyado por más de 1450 promotores de toda España, personas de movimientos sociales y sindicales, profesionales y personalidades, como el pintor Antonio López.
Desde entonces, Recortes Cero ha participado en las elecciones al Parlamento Europeo de 2014. y en las elecciones al Parlamento Europeo de 2019; además de todas las convocatorias electorales a nivel estatal, tanto generales, autonómicas y municipales. En las elecciones generales españolas de abril de 2019 se presentó junto al Grupo Verde y al Partido Castellano-Tierra Comunera. Primero lo hizo como agrupación de electores, después como coalición electoral y finalmente como partido político.
En conjunto ha participado en 25 procesos electorales, presentando en las Elecciones Generales de 2016, 2019 y 2023 candidaturas en las 50 provincias del país, Ceuta y Melilla.
Su único cargo electo ha sido un concejal en Mislata en las elecciones municipales de España de 2023 por la coalición electoral Acord per guanyar constituida junto con Compromís y Podem.
Además de ser una opción electoral en el ámbito de la izquierda, Recortes Cero se declara como "un movimiento social, cultural y político de lucha solidaria contra los recortes" y participa activamente en las movilizaciones por el blindaje constitucional de las pensiones, contra la violencia de género, los desahucios, por los derechos de trabajadores migrantes, las asociaciones de bebés robados, dando especial importancia a las luchas de la clase obrera.
Recortes Cero ha impulsado un Foro de la Cultura que organiza debates entre profesionales y ha diseñado un programa completo para el sector, que denomina #CulturaEsRiqueza. Por otra parte, destacadas personalidades del mundo de la cultura como Juan José Millás, Luis Eduardo Aute, José Sacristán o Antonio Resines han apoyado diferentes iniciativas sociales y políticas que ha hecho públicas a través de manifiestos.

## Ideología
Recortes Cero es un movimiento social, político y cultural cuya línea se basa en promover un Frente Amplio de Unidad que tiene los siguientes ejes fundamentales:
- Redistribuir la Riqueza revirtiendo los recortes,[31] reindustrializando el país con un modelo ecológico,[32] aumentando salarios y pensiones.
- Ampliar la Democracia promoviendo asambleas de electores en las que los cargos electos rindan cuentas y puedan ser destituidos.[33]
- Defender la Soberanía Nacional frente a las imposiciones de Bruselas y el FMI.[34] Promover una política de relaciones internacionales entre iguales, en primer lugar en la Unión Europea, pero potenciando la unidad iberoamericana.
- Fortalecer la Unidad, libre y solidaria, del pueblo de todas las nacionalidades y regiones de España, frente a la división y el enfrentamiento.[35]

Esta línea fue aprobada en su congreso fundacional al que asistieron 300 delegados de distintas partes del país y se refleja en los 34 puntos que salieron de él como programa base para las elecciones europeas de 2014.
Ha desplegado sus diferentes campañas sociales o políticas haciéndolas públicas a través de manifiestos, publicados en los principales diarios escritos de ámbito nacional o autonómico, o a través de páginas web específicas. Estos manifiestos se autofinancian con las aportaciones de los firmantes.

### Por un gobierno de progreso
En el período de 2016 a 2019, dentro de la campaña "Por un gobierno de progreso", publicó 7 manifiestos con miles de adhesiones entre las que destacan el cantante Miguel Ríos, la actriz Charo López y el director Fernando Colomo.
Tras la repetición electoral de 2016, Recortes Cero lanzó la campaña "Por un Gobierno de Progreso. Por un acuerdo de PSOE, Podemos y Ciudadanos." El manifiesto hace hincapié en la orientación progresista, para revertir los recortes y redistribuir la riqueza que debe tener el gobierno, no en quién debe formar parte de él.
El manifiesto es explícito en que el gobierno que se forme debe adoptar la forma que las fuerzas que lleguen al acuerdo "consideren, y abriendo la posibilidad de recibir apoyos de otras fuerzas parlamentarias."
Este manifiesto se publicó en tres ocasiones en El País. La primera en dos páginas de publicidad, la segunda en tres y la tercera en cuatro. En total participaron 2146 firmantes en su financiación, y entre ellos algunas de las principales figuras políticas y culturales de España.
Un día después de la publicación del tercer manifiesto se produce el cambio en la dirección del PSOE que acabó con la dimisión de Pedro Sánchez como Secretario General.
Seis meses después se publicó en dos de los principales periódicos de la Región de Murcia, La Verdad y La Opinión, el mismo manifiesto, llamando al PSOE, Podemos y Ciudadanos a llegar a un acuerdo para formar un Gobierno de Progreso. Estos manifiestos los firman un gran número de personalidades como Vicente Molina Foix, Mercedes Sampietro o Manuel Galiana.
Tras las elecciones municipales y autonómicas de 2019, se publicó de nuevo el manifiesto, esta vez en el periódico El Mundo, llamando a formar gobiernos municipales y autonómicos que no incluyan en ningún caso a Vox, pero tampoco a las fuerzas del Procés, que según el propio manifiesto, "promulgan la división y enfrentamiento.".

### 1 de Octubre
En 2017, ante las elecciones autonómicas de Cataluña, la declaración unilateral de independencia y el 1-O, Recortes Cero encabezó una respuesta a la secesión de Cataluña desde la izquierda, con el lema "Estafa Antidemocrática", fruto de lo cual publicó 6 manifiestos con un apoyo importante del mundo de la cultura y con gran repercusión en los medios.
Algunos de los firmantes más destacados de estos manifiestos son Rosa María Sardà, Javier Mariscal, Antonina Rodrigo y Javier Marías. También firmaron varias asociaciones, entre las cuales se encuentra el Ágora Socialista.

### Unidad y solidaridad para ganar al Covid-19
Durante la pandemia del Covid-19 Recortes Cero impulsó una campaña social y cívica llamada "Unidad y solidaridad para ganar al Covid-19", que apoyaba las medidas del gobierno ante la crisis sanitaria, pero advertía del peligro de desigualdad. A esta campaña se unieron 350 organizaciones, más de 30.000 personas y 200 personalidades de la cultura y la ciencia, a través de 6 manifiestos.
El primero de estos manifiestos consiguió más de 2000 firmantes en menos de 24 horas.

### Somos Colombia
En 2021, ante los sucesos y represión acaecidos en Colombia, Recortes Cero lideró una respuesta internacional con el manifiesto "Somos Colombia. Por una salida dialogada promovida por la ONU", que reunió a 145 representantes de la cultura y la política de 16 países (México, Honduras, Argentina, Bolivia...) entre ellos el expresidente Rafael Correa, o el intelectual Noam Chomsky.
En este manifiesto se defendía el derecho a expresarse libremente.

### Por la paz
En 2022, con la invasión de Ucrania por parte de Rusia, Recortes Cero lanzó el manifiesto "Por la paz. Fuera tropas rusas de Ucrania. Solidaridad y apoyo al pueblo ucraniano", en el que se señalaba que "no es tiempo para perderse en análisis geoestratégicos sobre la responsabilidad de la OTAN, o agravios anteriores a la población del Dombás."
La iniciativo contó con el apoyo de 150 personalidades, entre ellas Antonio Banderas, Pedro Almodóvar, Joan Baldoví y Clara Lago, 80 organizaciones y más de 1500 firmantes.

## Rendimiento electoral

### Elecciones generales
Desde 2015 se han presentado a las elecciones generales bajo el nombre Recortes Cero-Grupo Verde, a excepción de las elecciones de 2019, en las que se presentaron en Castilla-La Mancha, Castilla y León y Madrid en coalición con el Partido Castellano-Tierra Comunera. Es la única coalición minoritaria que ha logrado presentarse en todas las circunscripciones liderada por mujeres incluyendo Ceuta, Melilla y Canarias, aportando los avales necesarios, algo que no han logrado otras organizaciones políticas, como PACMA.
| Elecciones | Voto popular    | Voto popular | Escaños  | Escaños | Coalición | Candidata    |
| Elecciones | Votos           | Pos.         | Congreso | Senado  | Coalición | Candidata    |
| ---------- | --------------- | ------------ | -------- | ------- | --- | ------------ |
| 2015       | 48,675 (0,2 %)  | 16º          | 0/350    | 0/208   | Recortes Cero-Grupo Verde | Nuria Suárez |
| 2016       | 51,907 (0,2 %)  | 11º          | 0/350    | 0/208   | Recortes Cero-Grupo Verde | Nuria Suárez |
| 2019 - 28A | 46.487 (0,18 %) | 17º          | 0/350    | 0/208   | Recortes Cero-Grupo Verde (Recortes Cero-Partido Castellano-Tierra Comunera-Grupo Verde en Madrid, Castilla-La Mancha y Castilla y León) | Nuria Suárez |
| 2019 - 10N | 34.306 (0,14 %) | 18º          | 0/350    | 0/208   | Recortes Cero-Grupo Verde (Recortes Cero-Partido Castellano-Tierra Comunera-Grupo Verde en Madrid, Castilla-La Mancha y Castilla y León) | Nuria Suárez |
| 2023       | 23.254 (0,09 %) | 17º          | 0/350    | 0/208   | Recortes Cero | Nuria Suárez |

### Elecciones Europeas
Recortes Cero fue una de las dos agrupaciones de electores que concurrió a las elecciones al Parlamento Europeo de 2014. En las Europeas de 2019 se presenta con Los Verdes-Grupo Verde en coalición.
| Elecciones | Voto popular   | Voto popular | Escaños | Candidato              |
| Elecciones | Votos          | Pos.         | Escaños | Candidato              |
| ---------- | -------------- | ------------ | ------- | ---------------------- |
| 2014       | 30,827(0,2 %)  | 20º          | 0/54    | Nuria Suárez Hernández |
| 2019       | 51,674(0,23 %) | 12º          | 0/54    | Sandra Barba Olaiz     |
| 2024       | 7,588(0,04 %)  | 26º          | 0/54    | Nuria Suárez Hernández |

### Elecciones autonómicas
| Año                                  | Votos  | %    | Diputados |
| ------------------------------------ | ------ | ---- | --------- |
| Andaluzas de 2015                    | 3.558  | 0,09 | 0         |
| Aragonesas de 2015                   | 1.061  | 0,16 | 0         |
| Asturianas de 2015                   | 413    | 0,08 | 0         |
| Baleares de 2015                     | 891    | 0,21 | 0         |
| Canarias de 2015                     | 1.484  | 0,16 | 0         |
| Madrileñas 2015                      | 4.406  | 0,14 | 0         |
| Murcianas 2015                       | 1.430  | 0,23 | 0         |
| Valencianas de 2015                  | 2.875  | 0,12 | 0         |
| Catalanas de 2015                    | 14.444 | 0,35 | 0         |
| Catalanas de 2017                    | 10.287 | 0,24 | 0         |
| Andaluzas 2018 (Coalición con PUM+J) | 7.155  | 0,2  | 0         |
| Catalanas de 2021                    | 12.707 | 0,45 | 0         |
| Madrileñas de 2021                   | 1.688  | 0,05 | 0         |
| Andaluzas de 2022                    | 2.772  | 0,08 | 0         |
| Valencianas de 2023                  | 2.926  | 0,11 | 0         |
| Catalanas de 2024                    | 3.487  | 0,11 | 0         |

Para las elecciones andaluzas de 2022, se presenta con una coalición formada por 6 partidos: Izquierda por Almería, Unificación Comunista Española, Demos+, Viva!, Izquierda en Positivo y Verdes independientes. Presentan candidatura en las 8 provincias, todas ellas lideradas por mujeres.

### Elecciones autonómicas de España 2023
Principado de Asturias
- Acuerdo de apoyo con Convocatoria por Asturies, presentando candidatos en las listas para la Junta General del Principado de Asturias.[80] La coalición estaba formada por Izquierda Unida, Izquierda Asturiana y Más País.[81]

Islas Canarias
- Acuerdo de colaboración con Más Canarias, llevando representantes en las listas al Parlamento Autonómico por Tenerife.[82]

Castilla-La Mancha
- Se presentó en la coalición con Partido Castellano - Tierra Comunera - Recortes Cero.[83]

Comunidad Valenciana
- Se presentó a las Cortes Valencianas,[84] encabezando la candidatura Joanen Cunyat.[85]

Región de Murcia
- Acuerdo de apoyo a la candidatura de Podemos Izquierda Unida.[86]

### Elecciones municipales de España 2023
Andalucía
- Cádiz, acuerdo de apoyo a la agrupación electoral Justicia Social, siendo la primera vez que esta se presentaba a las elecciones.
- Córdoba, dentro de la coalición Hacemos Córdoba.
- Granada, se presentó en la coalición Granada Unida, formada por Izquierda Unida, Más País, EQUO, Iniciativa del Pueblo Andaluz, Recortes Cero y Alcalá Suma.
- Jaén, se presentó en la coalición provincial Para la gente, formada por Izquierda Unida, Más País, EQUO, Iniciativa del Pueblo Andaluz, Recortes Cero y Alcalá Suma.[87]
- Torredelcampo, se presentó junto a Izquierda Unida.

Aragón
- Broto, acuerdo de apoyo con la Chunta Aragonesista.

Principado de Asturias
- Gijón, acuerdo de apoyo con Convocatoria por Asturies, formada por Izquierda Unida y Más País.[88]
- Oviedo, acuerdo de apoyo con Convocatoria por Asturies, formada por Izquierda Unida y Más País.[88]

Islas Baleares
- Villacarlos, acuerdo con Som Es Castell, agrupación electoral integrada por Izquierda Unida, Podemos y Més Menorca.[89]

Islas Canarias
- Adeje, acuerdo de colaboración con Más Canarias.
- Las Palmas de Gran Canaria, acuerdo de colaboración con Más Canarias.
- Tenerife, acuerdo de colaboración con Más Canarias.

Cataluña
- Hospitalet de Llobregat, candidatura municipal encabezada por Recortes Cero, junto con VIVA! y Demos+.[90] Esta candidatura fue encabezada por Alejandro Roldán,[91] presidente de STOP desahucios de Hospitalet.[92]
- Amposta, acuerdo de apoyo a la candidatura municipal Som Amposta.
- Sant Feliu, acuerdo de apoyo a VIVA Sant Feliu.[93]
- Viladecans, acuerdo de apoyo a A tu lado-Vecinos Municipalistas.

Extremadura
- Llerena, acuerdo de apoyo a la coalición Unidas por Llerena, formada por Izquierda Unida y Podemos.[94]

Comunidad Valenciana
- Mislata, se presenta en la coalición Compromís Unidas, junto a Compromís y Podemos.[95] Esta coalición consiguió una concejal.[96]

- Alacuás, acuerdo de apoyo a la coalición Podemos-Izquierda Unida.

## Galería
Algunas papeletas electorales de Recortes Cero:

elecciones andaluzas de 2022
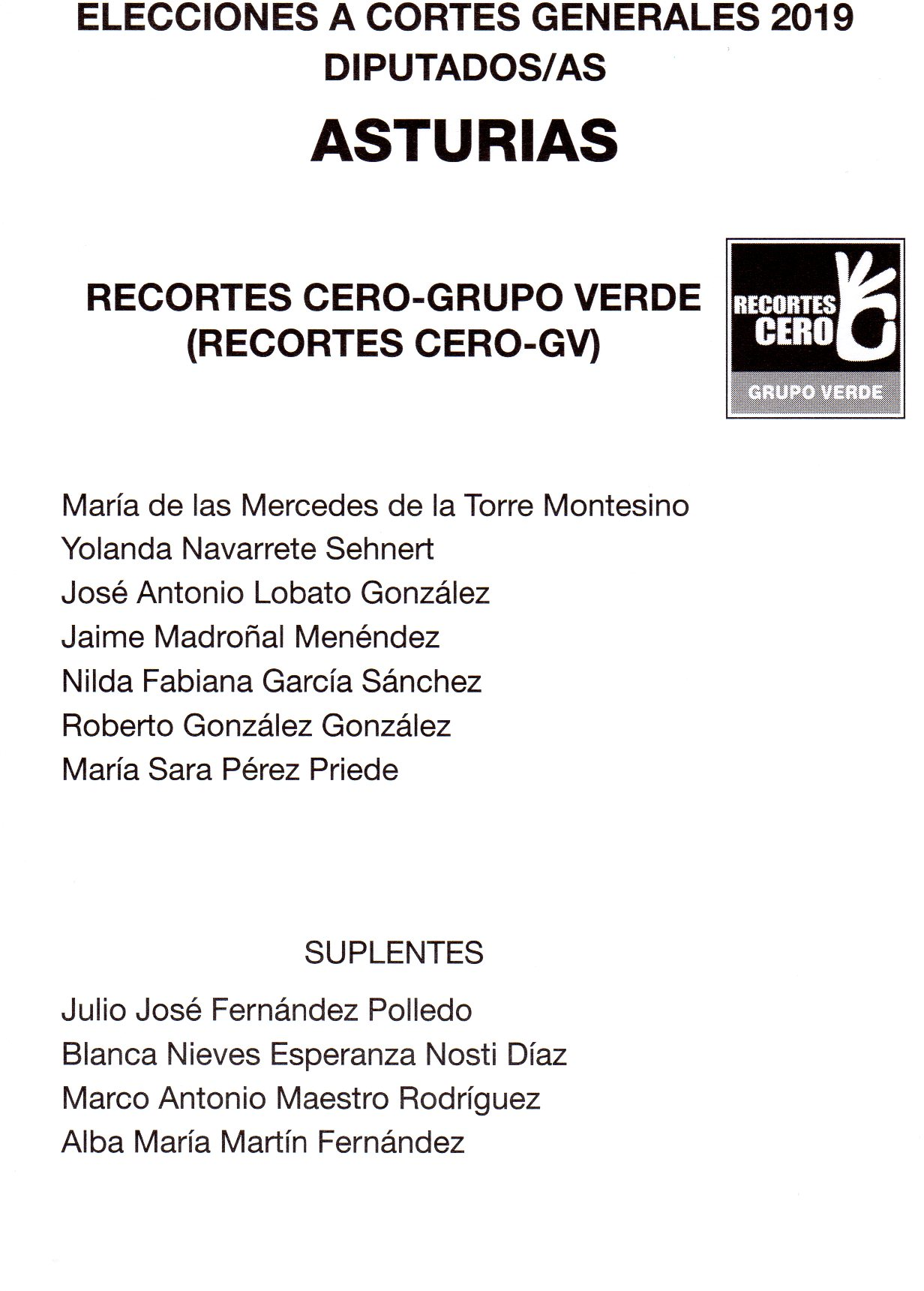
Elecciones Generales de España de 2019 en Asturias